# Westerwaldlied

Westerwaldlied im Neuen Soldaten-Liederbuch, Mainz 1938

Das Westerwaldlied (auch bekannt unter den Titeln O du schöner Westerwald oder Westerwaldmarsch) ist ein deutsches Volks- und Soldatenlied, in dem das Mittelgebirge Westerwald besungen wird. Die Ursprünge des Marschlieds gehen auf das 20. Jahrhundert zurück.

## Entstehung
Der Text des Liedes entstand im November 1932 in einem Lager des Freiwilligen Arbeitsdienstes in Emmerzhausen um Willi Münker und enthält Elemente mehrerer älterer Volkslieder. Die Melodie des Liedes entstammt nach Auffassung von Heinz Rölleke und Otto Holzapfel einer alten Volksweise, zu der Joseph Neuhäuser 1935 einen Marsch komponierte. In der Folge verkaufte Neuhäuser die Rechte an seinem Marsch an den Mainzer Schottverlag.

## Rezeption
Das Westerwaldlied war in der Wehrmacht ein populäres Soldatenlied und wurde so während des Zweiten Weltkriegs durch die deutschen Soldaten in ganz Europa bekannt. Durch die große Anzahl Deutscher in der französischen Fremdenlegion nach dem Weltkrieg wurde das Marschlied dort auch bekannt und wird von den Legionären auch heute noch auf Deutsch gesungen.
Nach dem Zweiten Weltkrieg galt das Lied zunächst als verpönt, gewann allerdings bald wieder hohe Popularität als Volks- und Heimatlied im Westerwald und angrenzenden Regionen, als das es bis heute angesehen wird. Gesungen wurde es unter anderem von Willy Millowitsch, Heino und Mickie Krause. Auch in der Bundeswehr wird das Lied weiterhin gesungen. In Kameraden singt!, dem ehemaligen Liederbuch der Bundeswehr, wird mit folgendem Kommentar auf den historischen Hintergrund hingewiesen:

„Dieses Lied ist das wohl bekannteste Lied der ehemaligen deutschen Wehrmacht […] Es sollte daher immer besonders sorgsam abgewogen werden, ob und wo dieses Lied durch Angehörige der Bundeswehr gesungen wird.“

Im Mai 2017 wurde die weitere Ausgabe des Bundeswehr-Liederbuches Kameraden singt! vom Bundesverteidigungsministerium gestoppt. Neben anderen Liedern geriet dabei auch das Westerwaldlied in die Kritik. Statt eines Liederbuchs gibt die Bundeswehr nun eine Liedersammlung in ihrem Intranet heraus, in der das Westerwaldlied nach wie vor enthalten ist, allerdings mit modifizierter dritter Strophe.
Der Refrain des Liedes fand auch Eingang in eine Ausgabe der Asterix-Comics. In Der Sohn des Asterix verkleidet sich ein römischer Legionär als Amme und singt einem Kind zur Beruhigung verschiedene Marschlieder vor, unter anderem O du schö-hö-höner Wä-hä-hesterwald, Eukalyptusbonum.
Landessprachliche Adaptionen des Westerwaldliedes werden in Chile (dort als Himno de la sección bezeichnet), Frankreich (Als Être et durer : Viens chez les paras) und Südkorea gesungen.

## Text
Heute wollen wir marschier’n

Einen neuen Marsch probier’n

In dem schönen Westerwald

Ja da pfeift der Wind so kalt

—Refrain:

— O du schöner Westerwald

—Über deine Höhen pfeift der Wind so kalt

—Jedoch der kleinste Sonnenschein

—Dringt tief ins Herz hinein

Und die Gretel und der Hans

Geh’n des Sonntags gern zum Tanz

Weil das Tanzen Freude macht

Und das Herz im Leibe lacht

—Refrain

Ist das Tanzen dann vorbei

Gibt es meistens Keilerei

Und dem Bursch, den das nicht freut,

sagt man nach, er hat kein’ Schneid

—Refrain
Modifizierte dritte Strophe der Bundeswehr:
Freiheit, Recht und Einigkeit

Hüten wir im Waffenkleid

Wenn’s dem Gegner nicht gefällt

Schützen wir’s in Wald und Feld
Die lange Pause von drei Taktschlägen nach der ersten Zeile des Refrains wird durch eine trillerartige Verzierung überbrückt. Diese kann beim Singen ohne Musikbegleitung durch scherzhafte Zwischenrufe nachempfunden werden. Am üblichsten ist hier der Ruf „Eukalyptusbonbon“, doch gibt es mehrere Varianten wie etwa „Prima Damenschlüpfer“ oder „Schmeißt den Spieß vom Fahrrad“.

## Melodie
Quelle